# Real de Gandía
Real de Gandía település Spanyolországban, Valencia tartományban. Real de Gandía Gandia, Almoines, Palma de Gandía és Beniarjó községekkel határos. Lakosainak száma 2670 fő (2024).

## Népesség
A település népessége az utóbbi években az alábbiak szerint változott:
| Lakosok száma | 1814 | 1892 | 2110 | 2184 | 2257 | 2271 | 2363 | 2461 | 2574 | 2670 |
|               | 2001 | 2004 | 2007 | 2009 | 2012 | 2014 | 2017 | 2019 | 2022 | 2024 |